# 南阿蘇鉄道トラ700形客車
南阿蘇鉄道トラ700形客車（みなみあそてつどうトラ700がたきゃくしゃ）は、南阿蘇鉄道のトロッコ列車用の客車である。
本項では、2007年（平成19年）に製造され、トラ700形と編成を組んで使用される南阿蘇鉄道TORA200形客車（みなみあそてつどうトラ200がたきゃくしゃ）についてもあわせて記載する。

## 概要
1986年（昭和61年）4月に日本国有鉄道（国鉄）高森線を第三セクター鉄道に転換して開業した南阿蘇鉄道では、将来にわたって乗客が減少することが見込まれ、開業当初から厳しい経営が予想されていたことから、早期に沿線外の乗客を誘致する施策をとる必要があったことから、トロッコ列車を運行することになった。これに向け、開業直後の1986年夏からトラ70000形貨車2両を改造したのが本形式である。
2007年（平成19年）5月には牽引機関車の交代に伴って客車の数を増やすことになり、TORA200形1両が新製導入された。
| 形式           | トラ700 | TORA200 |
| 定員（人）     | 40      | 40      |
| 座席定員（人） | 40      | 40      |
| 全長(mm)       | 9,456   | 9,125   |
| 全幅(mm)       | 2,950   | 2,998   |
| 全高(mm)       | 3,705   | 3,910   |
| 車体長(mm)     | 8,956   | 8,200   |
| 車体幅(mm)     | 2,720   | 2,900   |
| 固定軸距(mm)   | 5,000   | 4,300   |
| 車輪径(mm)     | 860     | 860     |
| 製造数         | 2       | 1       |

## 車体
トラ700形は、無蓋貨車に難燃性布の屋根を取り付け、4人掛テーブル付ボックスシート10組が車内に設置された。側面には乗降用開き戸が取り付けられ、2tの死重が搭載された。
2007年（平成19年）3月に再整備・改良が行われ、塗装色の赤から青への変更、旅客用ドアの自動化、雨除け窓の設置、座席の交換などの改造が行われた。
TORA200形は開閉式窓を備える密閉形客車で、一方の車端に折り戸の915 mm幅の出入口が設けられ、車内は通路を挟んで片側が6人掛、反対側が4人掛のテーブル付きボックスシートとなっている。

## 車歴
| 形式    | 車両番号 | 製造      | 製造所     | 国鉄車番  | 南阿蘇入籍 | 改装      | 廃車 |
| ------- | -------- | --------- | ---------- | --------- | ---------- | --------- | ---- |
| トラ700 | 70001    | 1967年    | 汽車製造   | トラ73825 | 1986年7月  | 2007年3月 | -    |
| トラ700 | 70002    | 1967年    | 舞鶴重工業 | トラ74135 | 1986年7月  | 2007年3月 | -    |
| TORA200 | 20001    | 2007年5月 | 北陸重機   | -         | -          | -         | -    |

## 運用
1986年にトロッコ列車として運行を開始し、同時期に改造されたDB10形に挟まれる形（プッシュプル運転）で使用された。4月から10月までの土日祝日を中心に運転され、夏休み期間は毎日運転された。
経年による車両性能の低下により2007年（平成19年）以降の運転では新造されたDB16形が使用されることになり、これに合わせてTORA200形1両が編成に追加された。2016年（平成28年）4月16日に発生した熊本地震では南阿蘇鉄道も被害を受け全線が運休したが、同年7月31日から中松駅 - 高森駅間で運行を再開し、トロッコ列車も運転を再開している。

### 書籍
- 『国鉄車両一覧』ジェイティービー、1986年。ISBN 4533044468。
  - 「国鉄車両諸元表」 pp. 328-510
- 寺田裕一『ローカル私鉄車輌20年』JTBパブリッシング、2003年。ISBN 4-533-04512-X。

### 雑誌記事
- 『鉄道ピクトリアル』通巻480号「新車年鑑1987年版」（1987年5月・電気車研究会）
  - 藤井 信夫、大幡 哲海、岸上 明彦「各社別車両情勢」 pp. 118-130
  - 藤井 信夫、大幡 哲海、岸上 明彦「南阿蘇鉄道DB10形、トラ700形トロッコ列車「ゆうすげ号」」 pp. 173
  - 「民鉄車両諸元表」 pp. 202-203
  - 「竣工月日表」 pp. 203-215

- 『鉄道ピクトリアル』通巻644号「新車年鑑1997年版」（1997年10月・電気車研究会）
  - 藤井 信夫、大幡 哲海、岸上 明彦「各社別車両情勢」 pp. 86-101

- 『鉄道ピクトリアル』通巻795号「鉄道車両年鑑2007年版」（2007年10月・電気車研究会）
  - 岸上 明彦「2006年度民鉄車両動向」 pp. 116-141
  - 「民鉄車両諸元表」 pp. 196-200
  - 「各社別新造・改造・廃車一覧」 pp. 222-235

- 『鉄道ピクトリアル』通巻810号「鉄道車両年鑑2008年版」（2008年10月・電気車研究会）
  - 岸上 明彦「2007年度民鉄車両動向」 pp. 122-151
  - 南阿蘇鉄道（株）鉄道部 津留 恒誉「南阿蘇鉄道 トロッコ列車新編成」 pp. 205-206
  - 「民鉄車両諸元表」 pp. 210-214
  - 「各社別新造・改造・廃車一覧」 pp. 242-255

### Web資料
- “南阿蘇鉄道の歴史”.   南阿蘇鉄道. 2017年12月10日閲覧。